# Obrona w głąb
Obrona w głąb – jedna z fundamentalnych zasad projektowania elektrowni jądrowych i innych obiektów jądrowych.

## Projektowanie obiektów jądrowych
Obrona w głąb zakłada trzy poziomy bezpieczeństwa: prewencję (zapobieganie usterkom), nadzór (wykrywanie i przewidywanie awarii) oraz minimalizację skutków.
Na pierwszym poziomie przewiduje się wprowadzanie do projektu rozwiązań sprzyjających bezpieczeństwu eksploatacji. Do najważniejszych z nich należą:
- zakaz stosowania materiałów łatwo zapalnych,
- dobór geometrii i materiałów rdzenia, tak aby nieprzewidziane zmiany powodowały zmniejszenie mocy reaktora,
- dobór napędów układów regulacji, tak aby awarie jego zasilania powodowały wyłączenie reaktora,
- objęcie projektu i budowy obiektu programem zapewnienia jakości,
- systemy istotne dla funkcjonowania obiektu są różnorodne, nadmiarowe i rozdzielone przestrzennie, żeby z powodu jednej przyczyny nie przestały działać wszystkie układy naraz,
- zapewnienie możliwości inspekcji przed odbiorem obiektu i w trakcie całego jego użytkowania.

Na drugim poziomie uznaje się, że mogą wystąpić błędy personelu i awarie urządzeń, co wymaga przewidzenia układów zabezpieczeń awaryjnych, które zapewnią przerwanie procesów awaryjnych, wyłączenie reaktora i jego wychłodzenie.
Na poziomie trzecim zakłada się, że układy bezpieczeństwa zawiodą wtedy, gdy powinny były zadziałać. Z uwagi na to tworzy się dodatkowe systemy lokalizacji skutków awarii, aby chronić pracowników i społeczeństwo przed skutkami maksymalnych jednoczesnych awarii różnych układów obiektu.
„Obrona w głąb” polega również na ustanowieniu kolejnych barier fizycznych mających na celu zapobieżenie i ograniczenie przedostania się materiałów radioaktywnych na zewnątrz obiektu. W czasie pracy reaktora cztery szczelne bariery zatrzymują materiały radioaktywne zawarte w rdzeniu reaktora:
- materiał paliwowy,
- koszulka paliwowa,
- obieg pierwotny,
- obudowa bezpieczeństwa.